# Semana Santa en Calanda (Teruel)

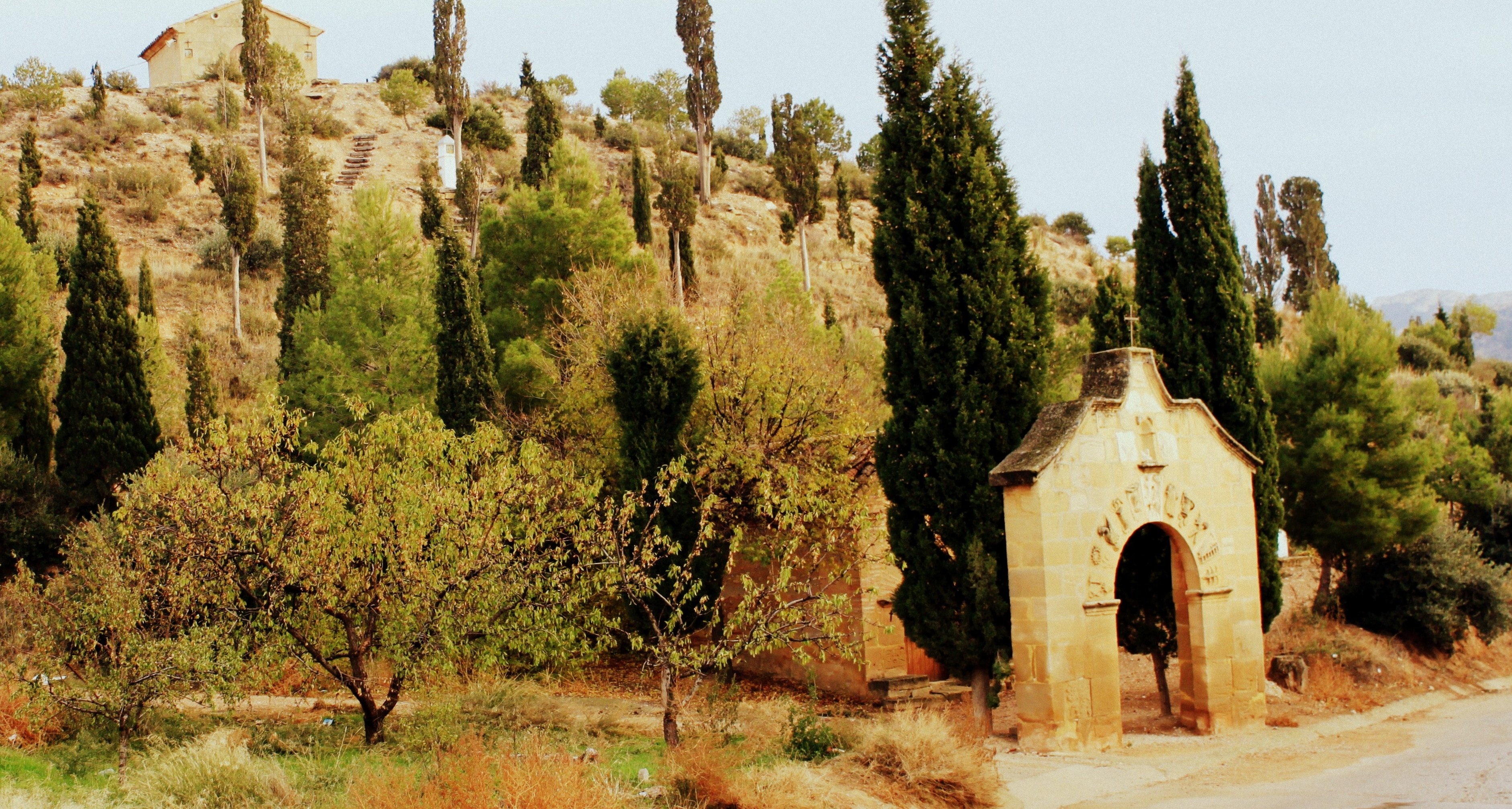
Semana Santa en Calanda: La noche del Jueves Santo, a la luz de antorchas, los vecinos de la villa realizan un Vía Crucis al Monte Calvario, en el que participan tambores y bombos.

La Semana Santa de Calanda (Teruel) es una celebración religiosa y de folclore declarada de Interés Turístico Nacional e Internacional, formando parte de la denominada Ruta del Tambor y el Bombo del Bajo Aragón Turolense junto a las localidades de Albalate del Arzobispo, Alcañiz, Alcorisa, Andorra, Híjar, La Puebla de Híjar, Samper de Calanda y Urrea de Gaen. El 29 de noviembre de 2018 es reconocida por la UNESCO, junto con otras 16 localidades de España, como Patrimonio Cultural Inmaterial de la Humanidad. 
Es conocida internacionalmente por "La Rompida de la hora", que tiene lugar a las doce de la mañana del Viernes Santo. Los "putuntunes" (guardia romana), representados por los jóvenes que en ese año cumplen los 18 años y por voluntarios, permanecen montando guardia en señal de duelo hasta las doce de la noche del Jueves Santo, cuando el sonido de los tambores comienza por primera vez en Semana Santa (Viacrucis). Durante el Viernes Santo, tiene lugar a las doce del mediodía el acto más multitudinario de todos, la Rompida de la Hora. A las tres y media del mediodía tiene lugar la Procesión del Pregón, en la que participan una gran cantidad de tamborileros. Por la noche, comienza a las ocho, la Procesión de la Soledad, englobando las diferentes cofradías. Al día siguiente, tiene lugar a las nueve de la mañana la Procesión del Entierro, la más solemne. El toque dura hasta las dos del mediodía del Sábado Santo.   
En 2020 fue el único año en el que no se celebró ningún acto de la Semana Santa calandina por la pandemia del Coronavirus. En su lugar, los calandinos y calandinas redoblaron sus tambores y bombos desde los balcones de sus casas, utilizando la megafonía de las calles para regular los toques.   

## Las cofradías
Todas ellas representan a la inmensa mayoría de los calandinos en los diferentes actos de la Semana Santa. Las personas que pertenecen a cada una de ellas se denominan "cofrades". Visten con su característico hábito, portando su correspondiente escudo y cíngulo, y en algunas una medalla o emblema. 
Nueve son las cofradías de Calanda:

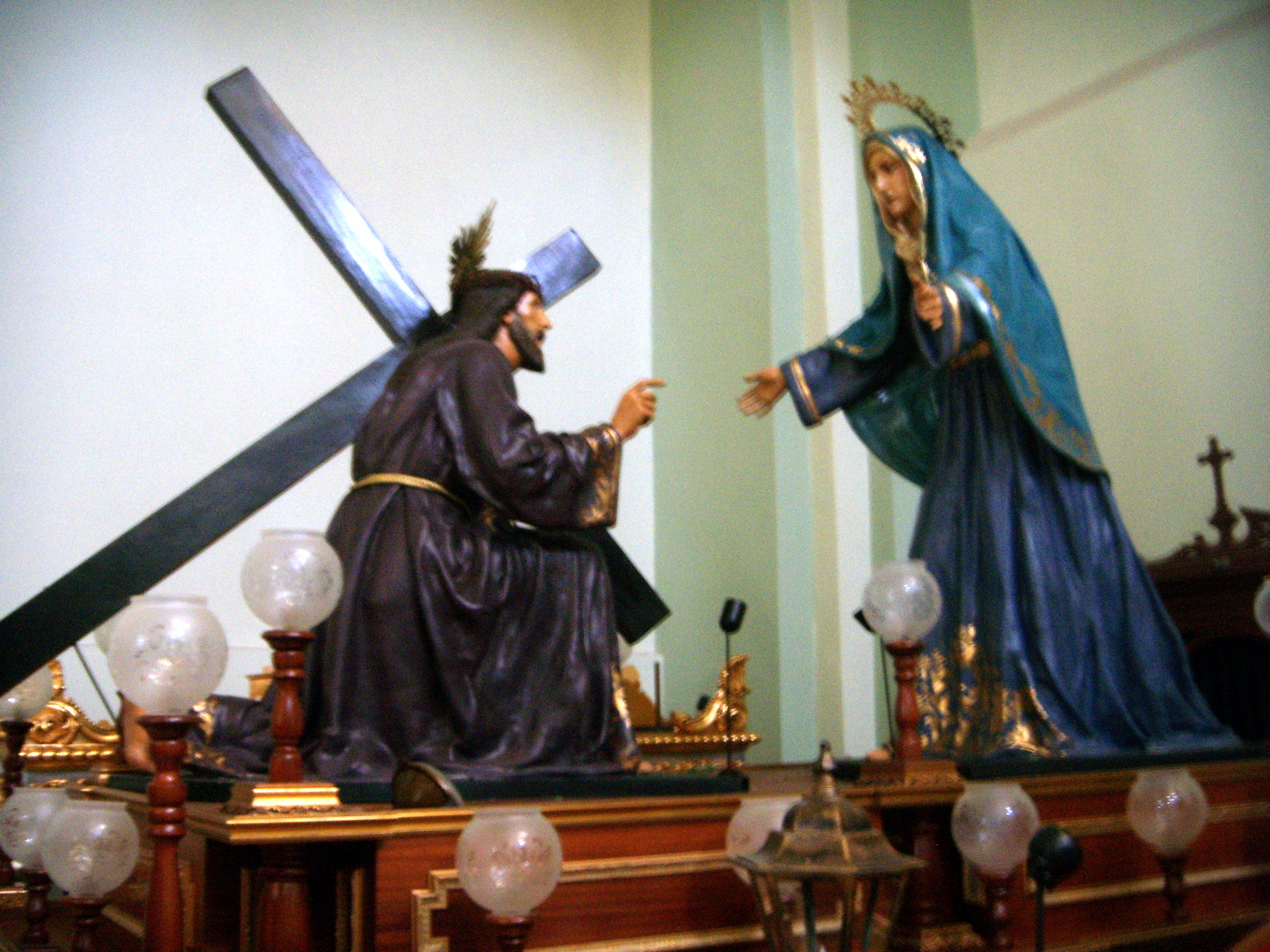
Paso de la cofradía El Encuentro, obra de José Lamiel.

- El Santísimo: Es la más antigua de las cofradías calandinas y fue fundada a comienzos del siglo XVII. Regida por 33 hermanos, los llamados "electos"; tienen un reglamento procedente del siglo XVIII que fue aprobado por la Santa Sede. Es la cofradía encargada de los "putuntunes".
- La Dolorosa: La también denominada Cofradía de las Esclavas fue fundada en 1896 por Mosén Vicente Allanegui y a ella pertenecen las mujeres del pueblo; es característico su vestido, de luto riguroso. Su paso titular es la Virgen de la Soledad.
- El Encuentro: Es la cofradía que cuenta con mayor número de hermanos. Tiene banda de tambores y cornetas. Su paso representa el Encuentro de Jesús con su Madre y fue realizado en 1940 por el escultor calandino José Lamiel.
- El Santo Ángel: Impulsada por Mosén Vicente Allanegui, la cofradía a la que pertenece la juventud deportista calandina fue formada en 1950 por José Arbiol Sanz, presidente de Acción Católica, y otros jóvenes miembros de la asociación. Lleva el paso de San Juan Evangelista. Su banda de tambores interpreta la marcha "El Cuatrero".Paso de la cofradía El Santísimo, fundada a comienzos del siglo XVII.

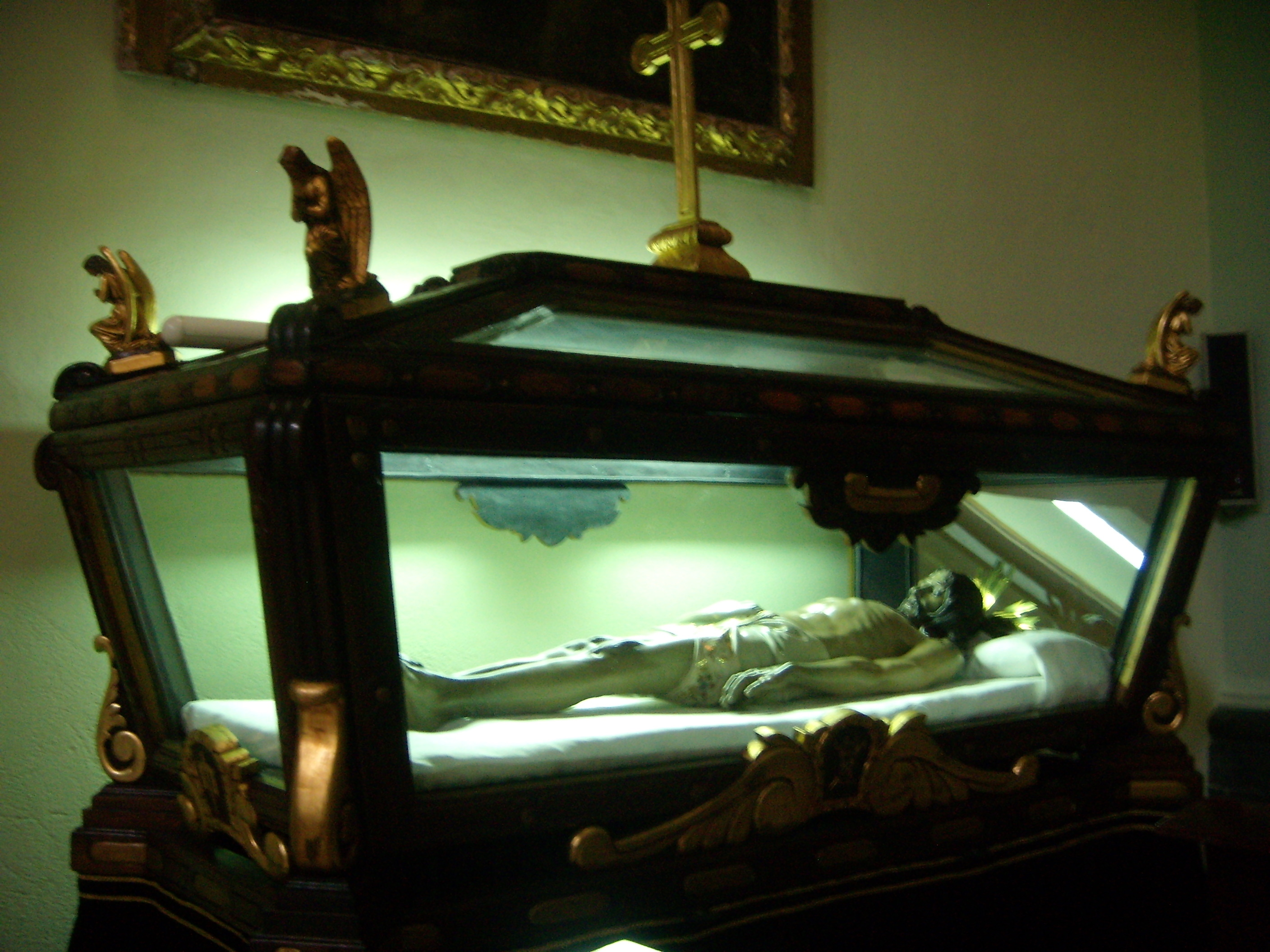
Paso de la cofradía El Santísimo, fundada a comienzos del.

- El Nazareno: Formada en los años 1960. Su paso lleva una magnífica talla de Jesús Nazareno. (Página oficial de la Cofradía de Jesús Nazareno)
- El Cristo Crucificado: Aunque surgió en los años 1970 a través de una agrupación infantil, adquirió su forma actual en 1993, adquiriendo para su fundación una talla de Cristo crucificado en agonía, obra de los Hermanos Albareda, de Zaragoza.
- La Magdalena: Vinculada a una tía de Eloy Crespo Gasque, es la cofradía en la que están representadas todas las mujeres casadas de Calanda. Llevan el paso de Santa María Magdalena; visten de luto riguroso.
- San Pedro: Formada por jóvenes del pueblo, sus miembros llevan símbolos propios de la iconografía de San Pedro, como las llaves y el gallo; visten una llamativa capa roja.
- Jesús entrando en Jerusalén: Fundada en 1991 por más de 50 familias del pueblo, lleva el paso de "La Burrica". Se encarga de la procesión de Domingo de Ramos. (Cofradía de Jesús Entrando en Jerusalén de Calanda)

## Principales actos

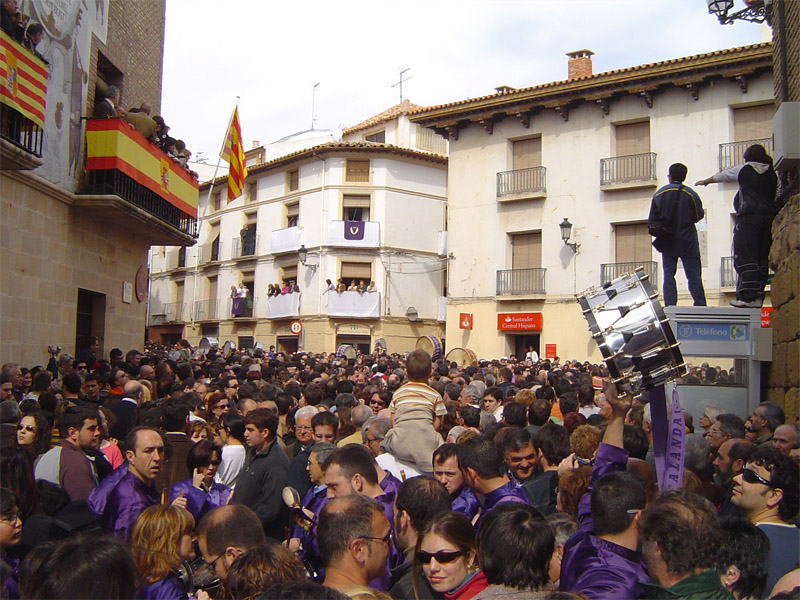
Momentos previos a la Rompida de la Hora (año 2005).

### Domingo de Ramos
- 06:00 h. Salida del Coro de los Despertadores.
- 10:30 h. Procesión de la Entrada de Jesús en Jerusalén.
- 16:00 h. Viacrucis al Monte Calvario.
- 18:00 h. Pregón de la Semana Santa.

### Miércoles Santo
- 20:45 h. Traslado solemne del Santo Sepulcro desde el Templo del Pilar hasta la Iglesia de Nuestra Señora de la Esperanza.

### Jueves Santo
- 19:00 h. Celebración de la Cena del Señor, en la Iglesia de Nuestra Señora de la Esperanza.
- 24:00 h. Viacrucis de los tamborileros al Monte Calvario.

### Viernes Santo
- 07:30 h. Viacrucis de mujeres.
- 11:00 h. Concentración de tamborileros en la plaza de España.
- 12:00 h. Rompida de la Hora.
- 15:30 h. Procesión del Pregón.
- 18:00 h. Celebración en la iglesia de Nuestra Señora de la Esperanza de la Muerte del Señor.
- 20:00 h. Procesión de la Soledad.
- 23:00 h. Reanudación de los redobles.

### Sábado Santo
- 09:00 h. Procesión del Santo Entierro.
- 14:00 h. Homenaje a Mosén Vicente Allanegui y final de redobles.
- 22:00 h. Celebración en la parroquia de la Vigilia de la Pascua de Resurrección.

### Domingo de Pascua
- 11:30 h. Misa de Pascua en la iglesia de Nuestra Señora de la Esperanza.

## Impulsores modernos de la Semana Santa de Calanda

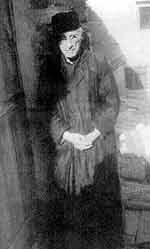
Mosén Vicente Allanegui.

### Vicente Allanegui (1868-1948)
Conocido popularmente como Mosén Vicente, es recordado por su contribución a la Semana Santa calandina, de la que fue su máximo impulsor, habiendo sido a comienzos del siglo XX el fundador de la Cofradía de la Dolorosa. Fue, asimismo, el autor de uno de los toques de tambor más difundidos de la villa, la Marcha Palillera.
Como historiador, dejó unos Apuntes históricos sobre la historia de Calanda largo tiempo inéditos, obra de gran valor histórico y sociológico aparecida póstumamente en 1998, editada por el Instituto de Estudios Turolenses, el Ayuntamiento de Calanda y la parroquia de la Esperanza de esta localidad.
En su recuerdo los tamborileros finalizan los redobles a las dos de la tarde del Sábado Santo, interpretando la Marcha Palillera.

### Luis Buñuel (1900-1983)
Decisivo para el discurrir cultural de la villa de Calanda -y muy en especial para la difusión internacional de su Semana Santa- fue el papel desempeñado por su más ilustre hijo, el cineasta Luis Buñuel, por más de un concepto el mayor autor del cine español y uno de los más influyentes de todos los tiempos a escala global. Calanda, pues, de manera consciente o fortuita, ocupa un lugar destacado en el cine del director, ora explícitamente, ora implícitamente: desde la columna sonora de algunas de sus películas (La edad de oro, Nazarín, Simón del desierto), donde utiliza el sonido de sus tambores, hasta otras referencias más sutiles, desde las meramente geográficas a otras de signo costumbrista y religioso; a este respecto, es importante como explicación/confesión su libro de memorias, Mi último suspiro (1982), en cuyas páginas ofrece un lúcido retrato de la población y el influjo de ésta en su persona, resaltando especialmente la función y significado de los tambores de Calanda.

## Rompida de la hora

### Últimos invitados de honor
Cada año el Ayuntamiento invita a Romper la Hora a una figura del mundo de la política o la cultura. Su misión es dar junto al alcalde el primer golpe de maza al gigantesco bombo que se coloca en la plaza de España, iniciando de esta forma los redobles, a las doce del mediodía del Viernes Santo. 
- 1998: Francisco Rabal[4]
- 1999: Santiago Lanzuela y Ernesto Samper
- 2000: Miguel Ferrer y Javier Callizo
- 2001: Guillermo Fatás y Julio de Arribas
- 2002: Lluís Miquel Pérez Segura
- 2003: José Folgado
- 2004: Marcelino Iglesias  (enlace roto disponible en Internet Archive; véase el historial, la primera versión y la última).
- 2005: Charo López y Asunción Balaguer  (enlace roto disponible en Internet Archive; véase el historial, la primera versión y la última).
- 2006: Mercedes Sampietro
- 2007: José Ángel Biel y Rafael Buñuel
- 2008: Carlos Saura
- 2009: Luis Eduardo Aute
- 2010: Ángeles González-Sinde
- 2011: Eva Almunia
- 2012: Imanol Arias
- 2013: Fernando Trueba[5]
- 2014: Montxo Armendáriz[6]
- 2015: Fernando Tejero[7]
- 2016: Verónica Forqué[8]
- 2017: Isabel Coixet
- 2018: Paula Ortiz y Luisa Gavasa
- 2019: Ana Belén[9]
- 2020: (suspendida por la Pandemia de COVID-19)[10]
- 2021: (suspendida por la Pandemia de COVID-19)
- 2022: Lara Dibildos[11]
- 2023: Eulalia Ramón[12]

## Filmografía
- 1966 - Calanda. Francia. Dirección: Juan Luis Buñuel. Emulsión: Blanco y negro. Duración: 21 min.
- 2007 - Calanda, 40 años después. Francia. Dirección: Juan Luis Buñuel. Emulsión: Color, Blanco y negro. Duración: 20 min.
- 2008 - Sinfonía de Aragón. España. Dirección: Carlos Saura. Emulsión: Color. Duración: 15 min.